# Storvorde-Sejlflod Pastorat
Storvorde-Sejlflod Pastorat består af Storvorde Sogn og Sejlflod Sogn.
Siden reformationen i 1536 har de to sogne været sammen i et pastorat, men fra 1825 til 1893 var de adskilt. Storvorde Sogn kom ind under Romdrup-Klarup Pastorat, mens Sejlflod Sogn kom ind under Gudum-Lillevorde Pastorat.
I 1893 blev Storvorde og Sejlflod Sogne lagt sammen igen til et pastorat, men det var ikke før 1894 at en præstegård var færdigbygget. I 1975 blev en ny præstegård bygget og den hidtil gamle præstegård blev solgt.
I 2011 blev præstegården delvist nedrevet til fordel for anlæggelsen af en sognegård, der huser bl.a. kirkekontor og sognesal. Sognegården og den tilhørende præstegård (embedsbolig for sognepræsten) er tegnet af Christensen og Rottbøll A/S, Aalborg.
Den nuværende sognepræst hedder Theresa Lundquist French og har været ansat siden 1. december 2022.